# Albert Oberloher
Albert Oberloher (* 21. Juli 1962 in Haag in Oberbayern) ist ein deutscher Schlagersänger.
Er wurde 1988 mit der Gruppe  Wind bekannt.

## Leben und Karriere
Oberloher lernte mit zwölf Jahren Akkordeon zu spielen. Mit 15 Jahren gründete er mit Freunden seine erste Band. Mit 16 Jahren war er zweitbester deutscher Alpin-Skifahrer und spielte in der dritten Bayern-Liga Fußball. Mit 20 Jahren absolvierte er eine Lehre als Töpfer und betrieb einige Jahre eine eigene Töpferwerkstatt.  Oberloher arbeitete viele Jahre beim Bundesgrenzschutz und besuchte dort die Sportschule.
1988 trat Oberloher der Gruppe Wind bei. Mit ihr gewann er die Vorentscheidung zum Eurovision Song Contest 1992 und nahm in Malmö an diesem Wettbewerb teil. Sie erreichte Platz 16.
Im Sommer 1997 gründete Oberloher die Herzpiraten GmbH, deren Geschäftsführer er ist. Die Firma hat sich auf Musikmanagement, Musikconsulting und -verlag spezialisiert und vertritt wird unter anderem André Stade und Diana Sorbello.
Im Herbst 2008 verließ er die Gruppe Wind und gründete Anfang 2009 mit seinem Freund Dennis Wurmdobler die Gruppe Licht. Seine heutige Frau Michaela sowie Daniela Burghardt waren ebenfalls Mitglieder der Gruppe. Im Mai 2009 nahm Licht an der Vorentscheidung zum Grand Prix der Volksmusik im ZDF teil. Dennis Wurmdobler verließ die Gruppe 2010 und wurde 2011 durch Rainer Hoeglmeier ersetzt.

## Privates
Von 1995 bis 1999 war Oberloher mit der Sängerin Michelle verheiratet, mit der er eine gemeinsame Tochter hat, die Schauspielerin ist. Mit seiner zweiten Frau Catherine hat Oberloher ebenfalls zwei Töchter; das Paar ließ sich 2006 scheiden.
2007 lernte Oberloher in Bad Segeberg bei der NDR-Produktion Die Nacht des deutschen Schlagers die Backgroundsängerin Michaela Krull (* 4. Januar 1973) kennen. Sie wurden ein Paar, und er zog 2008 von Kelheim nach Schwäbisch Gmünd. Sie war 2008 kurzzeitiges Mitglied der Gruppe Wind. Heute sind sie verheiratet und leben bei Schwäbisch Gmünd, wo sie ein Bowling-Center führen. 